# Europese weg 007
De Europese Weg 007 of E007 is een Europese weg die loopt van Tasjkent in Oezbekistan naar Irkeshtam in Kirgizië.

## Algemeen
De Europese weg 007 is een Klasse B-verbindingsweg en verbindt het Oezbeekse Tasjkent met het Kirgizische Irkeshtam en komt hiermee op een afstand van ongeveer 600 kilometer. De route is door de UNECE als volgt vastgelegd: Tasjkent - Kokand - Andizjan - Osj - Irkeshtam.